# Vincenzo Guerini (atleta)

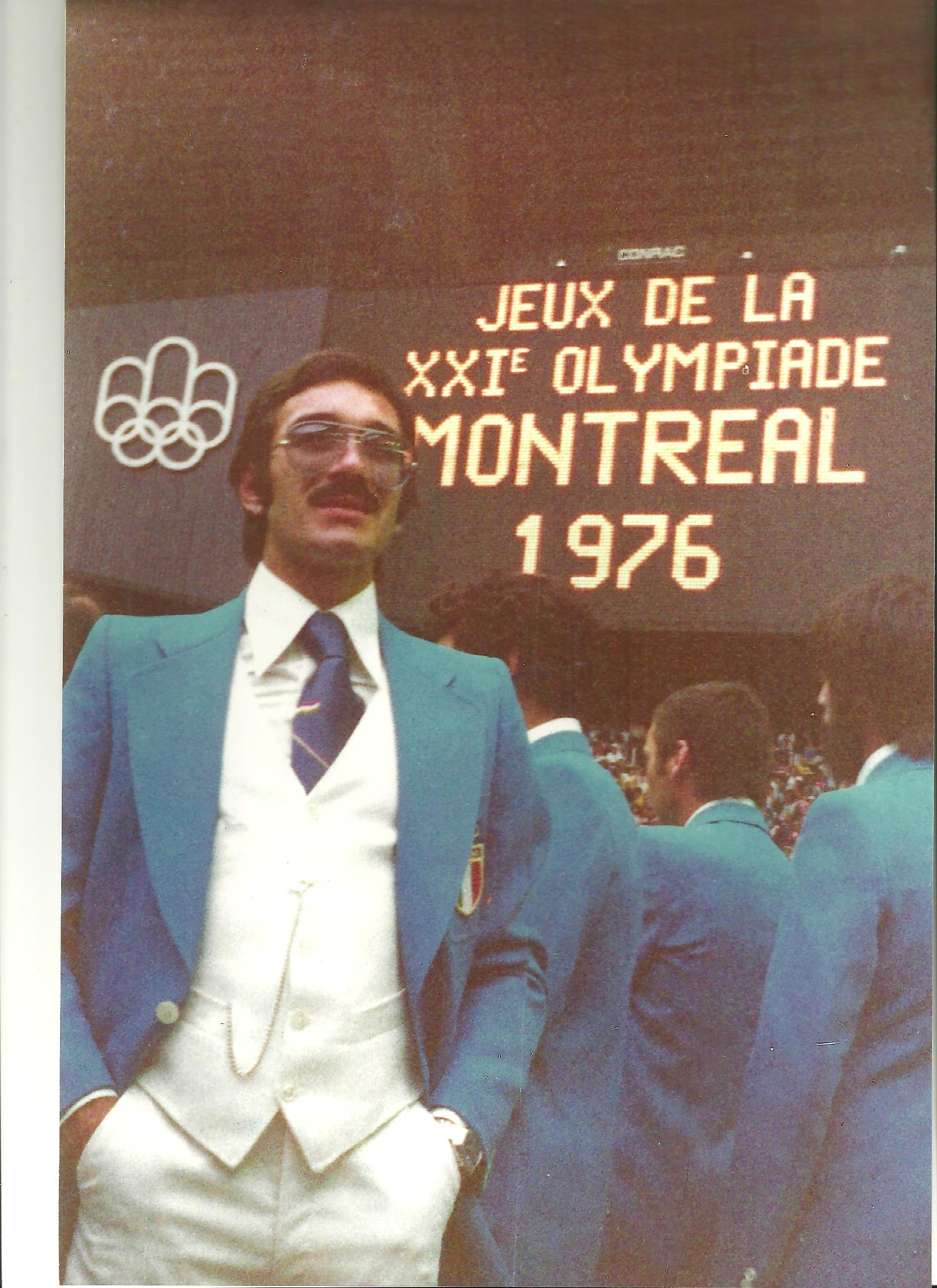
Vincenzo Guerini a Montreal 1976

Vincenzo Guerini (Casnigo, 14 agosto 1950) è un ex velocista italiano, cinque volte a podio in manifestazioni internazionali di atletica leggera con la staffetta 4×100 metri (un oro, un argento, tre bronzi).

## Biografia
Velocista di buon livello, per il suo fisico minuto in carriera si espresse a buoni livelli prevalentemente sulle distanze brevi (60 e 100 metri piani), specialità nelle quali si laureò cinque volte campione italiano assoluto.
Due volte finalista con la staffetta 4×100 metri ai Giochi olimpici, Monaco di Baviera 1972 e Montréal 1976.

## Palmarès
| Anno | Manifestazione          | Sede     | Evento      | Risultato | Prestazione | Note  |
| ---- | ----------------------- | -------- | ----------- | --------- | ----------- | ----- |
| 1971 | Europei                 | Helsinki | 4×100 metri | Bronzo    | 39"8        |       |
| 1971 | Giochi del Mediterraneo | Smirne   | 4×100 metri | Oro       | 39"7        | [ 3 ] |
| 1972 | Giochi olimpici         | Monaco   | 4×100 metri | 8º        | 39"14       |       |
| 1973 | Universiade             | Mosca    | 4×100 metri | Bronzo    | 39"55       |       |
| 1974 | Europei                 | Roma     | 4×100 metri | Argento   | 38"88       |       |
| 1976 | Giochi olimpici         | Montréal | 4×100 metri | 6º        | 39"08       |       |

## Campionati nazionali
- 2 volte campione nazionale nei 100 metri piani (1972, 1976)[4]
- 3 volte campione nazionale indoor nei 60 metri piani (1971, 1973, 1978)[5]

1971
- Argento ai campionati italiani assoluti, 100 m piani - 10"4
- Oro ai campionati italiani assoluti indoor, 60 m piani - 6"9

1972
- Oro ai campionati italiani assoluti, 100 m piani - 10"4

1973
- Argento ai campionati italiani assoluti, 100 m piani - 10"4
- Oro ai campionati italiani assoluti, staffetta 4 × 100 m - 40"6
- Oro ai campionati italiani assoluti indoor, 60 m piani - 6"6

1974
- Argento ai campionati italiani assoluti, 100 m piani - 10"49
- Oro ai campionati italiani assoluti indoor, 60 m piani - 6"68

1975
- Bronzo ai campionati italiani assoluti, 100 m piani - 10"7

1976
- Oro ai campionati italiani assoluti, 100 m piani - 10"4
- Argento ai campionati italiani assoluti indoor, 60 m piani - 6"84

1978
- Oro ai campionati italiani assoluti indoor, 60 m piani - 6"79

## Altre competizioni internazionali
1975
- Bronzo in Coppa Europa ( Nizza), 4×100 metri - 39"32[6]